# Helwerd
De buurtschap Helwerd is een van de oudste wierden in de gemeente Het Hogeland van de Nederlandse provincie Groningen. De wierde is tegenwoordig onbewoond. In het begin van de twintigste eeuw is hij gedeeltelijk afgegraven waardoor het lijkt of er twee wierden zijn. De wierde ligt ongeveer halverwege Rottum en Usquert, iets ten westen van de Usquerderweg.
In 1872 werd de laatste boerderij op de wierde gesloopt en vervangen door de nieuwe boerderij 'Nieuw Helwerd'. Aan de voet van de wierde staan tegenwoordig twee boerderijen. Verder staat er nog een huis in de buurtschap. In 1970 werd de wierde eigendom van stichting Het Groninger Landschap. In 1997 werd de wierde door de provincie opengesteld voor bezoekers.
In de vroege middeleeuwen moet het een dorpswierde van enig belang geweest zijn. Volgens diens biograaf Altfridus genas de missionaris Liudger in de achtste eeuw in het plaatsje Helewyret (vlak bij Werfhem en Wyscwyrt) de zanger Bernlef van zijn blindheid. Als dank daarvoor zou Bernlef zijn heidense repertoire hebben ingeruild voor meer stichtelijk werk. Volgens de meeste auteurs moet het daarbij om Helwerd gaan.
De Groningstalige dichter Jan Boer schreef een gedicht over deze geschiedenis, de Bernlef Ballade.
Ten zuiden van Helwerd loopt het Helwerdermaar.

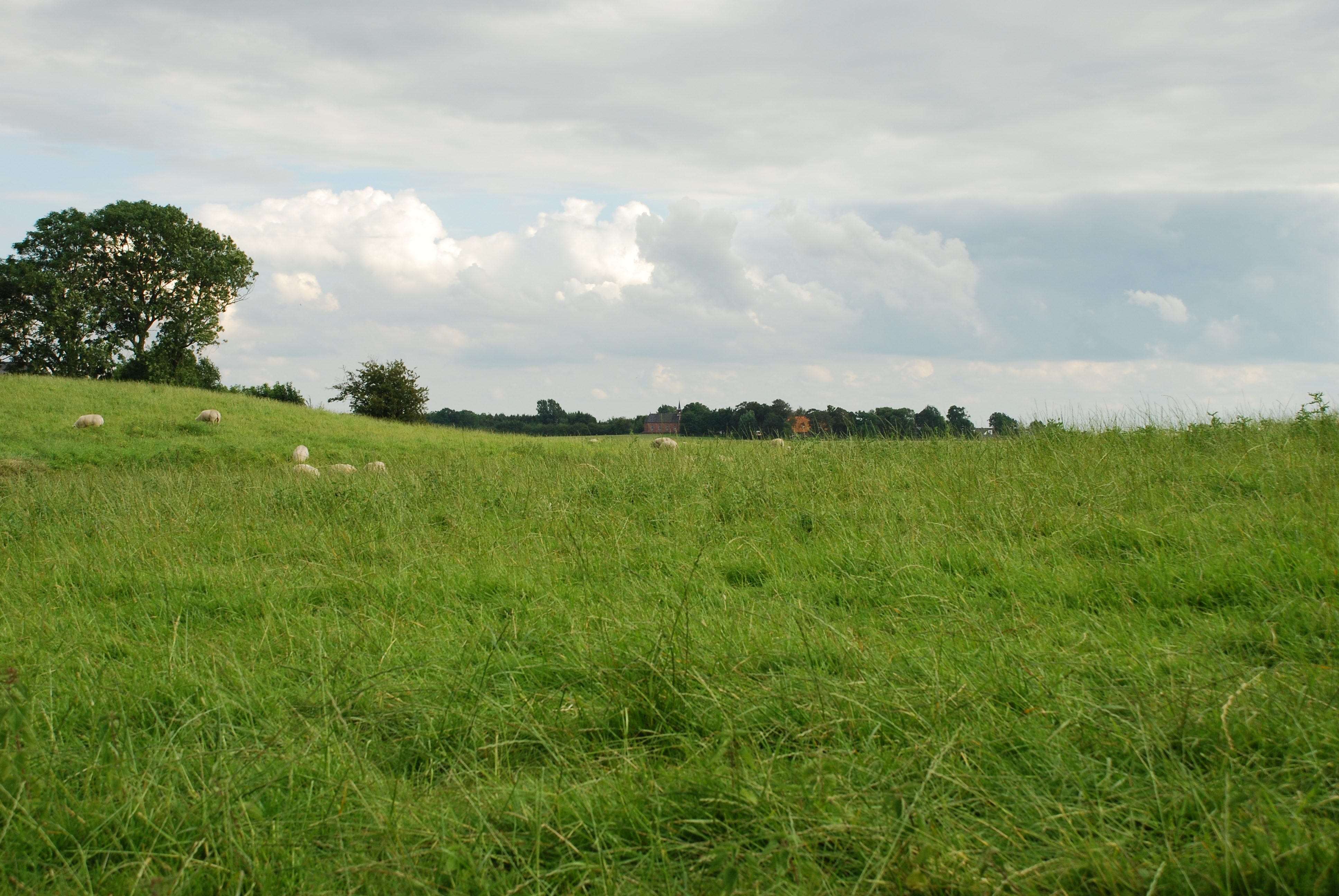
De wierde van Helwerd met over een afgegraven deel een doorkijkje naar de kerk van Rottum
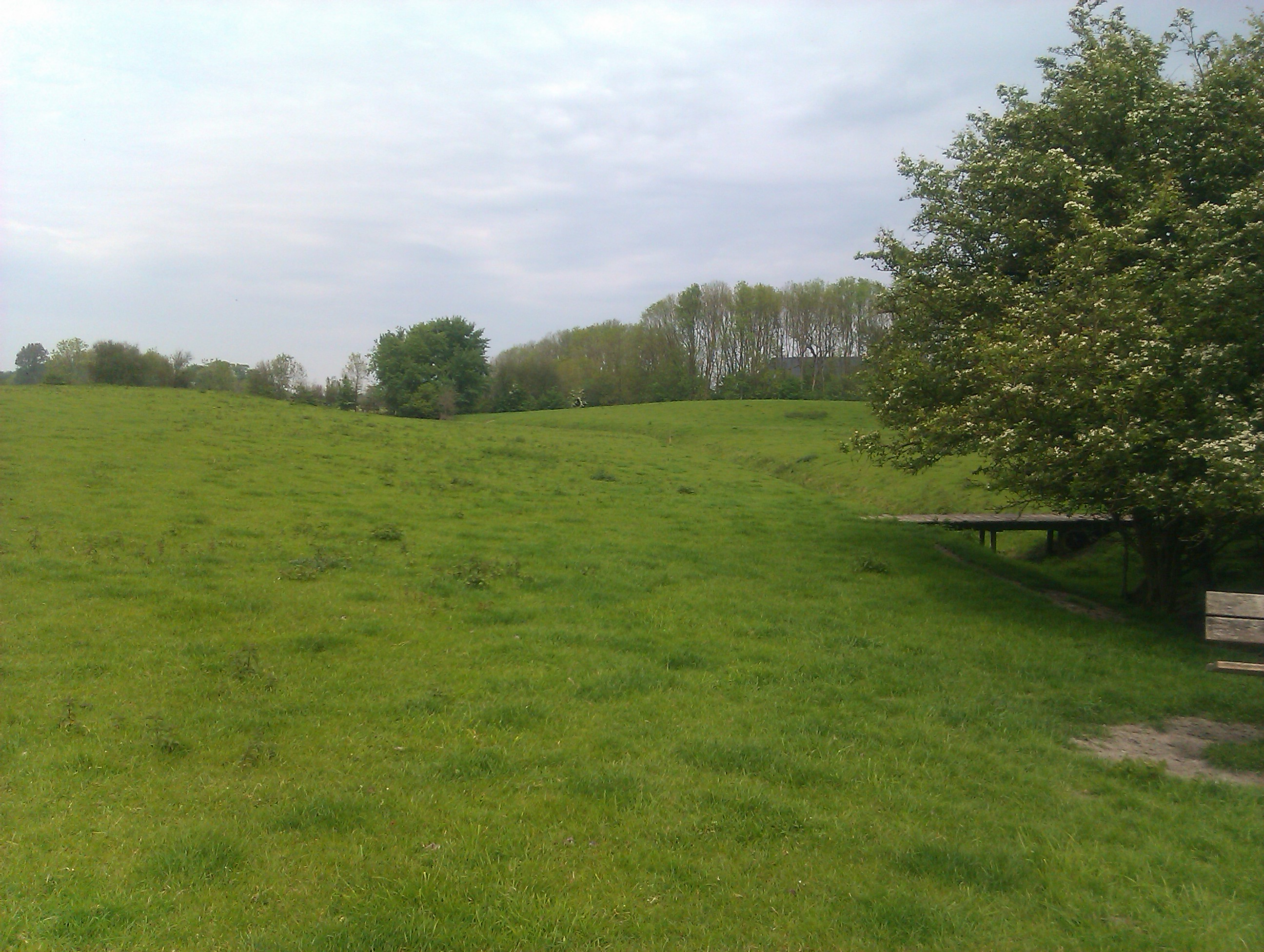
De glooiingen van de afgegraven wierde

Hoofdplaats: Uithuizen

Dorpen: Adorp · Den Andel · Baflo · Bedum · Eenrum · Eppenhuizen · Hornhuizen · Houwerzijl · Kantens · Kloosterburen · 't Lage van de Weg · Lauwersoog · Leens · Leenstertillen · Lutjewolde · Mensingeweer · Molenrij · Niekerk · Noordwolde · Oldenzijl · Onderdendam · Onderwierum · Oosteinde · Oosternieland · Pieterburen · Rasquert · Rodewolt · Roodeschool · Rottum · Saaxumhuizen · Sauwerd · Startenhuizen (deels) · Stitswerd · Tinallinge · Uithuizermeeden · Ulrum · Usquert · Vliedorp · Vierhuizen · Warffum · Warfhuizen · Wehe-den Hoorn · Westerdijkshorn · Westernieland · Wetsinge · Winsum · Zandeweer · Zoutkamp · Zuidwolde · Zuurdijk

Buurtschappen, gehuchten, wierden en buurten: 1e Nijhoezen · 2e Nijhoezen · 't Aagt · Abbeweer · Alinghuizen · Arwerd · Barnegaten · Bellingeweer · Bethlehem · Beusum · Bokum · Breede · Broek · Het Bultje · De Dingen · De Raken · De Vennen · Den Haver · Deikum · Doodstil · Douwen · Duisterwinkel · Eelswerd · Eemshaven · Elens · Ellerhuizen · Ernstheem · Ewer · Grijssloot · Groot Maarslag · Groot Wetsinge · De Haar · Hammeland · Den Hander · Harssens · Hefswal · Hekkum · Helwerd · Heuvelderij · Hiddingezijl · Holwinde · De Hoogte · De Horn · De Houw · 't Houweel · De Hucht · Kaakhorn · Katershorn · Kattenburg · Klei · Kleine Huisjes · Klein Garnwerd · Klein Maarslag · Klein Wetsinge · Kolham · Koningslaagte · Koningsoord · De Knijp · Kruisweg · Lutje Marne · Lutke Saaxum · Maarhuizen · (Marnehuizen) · Menkeweer · Menneweer · Midhalm · Midhuizen · Mollenhuizen · Nijenklooster · Noordpolder · Noordpolderzijl · Obergum · Oldenzijl · Oldorp · Oosterhorn · Oosterhuizen (Eenrum) · Oosterhuizen (Zuidwolde) · Oudedijk · Oudeschip · Paapstil · Panser · Plattenburg · Polen · Ranum · Reidland · Roodehaan · Schapehals · Schaphalsterzijl · Schilligeham · Schouwen · Schouwerzijl · Sint Annerhuisjes · 't Stort · De Streek · Takkebos · Ter Laan · Tijum · Valcum · Valom · Wadwerd · Walsweer · Westerhorn (De Marne) · Westerhorn (Hogeland) · Westerklooster · Westpolder · Wierhuizen · Wierum · 't Wildeveld · Willemsstreek · Zevenhuizen